# Peter Outerbridge
Peter Outerbrige (30 de abril de 1966) es un actor canadiense, más conocido por su papel del Dr. David Sandstrom en la serie Regénesis y últimamente su aparición más destacada fue en Saw VI donde interpretó al agente de seguros William Easton, quien niega cobertura a John Kramer (Jigsaw) y es puesto a prueba en el juego más complejo de este.

## Vida
Outerbridge nació y creció en Toronto, Ontario, hijo de un abogado y el más joven de cinco hermanos. Es de ascendencia sueca y bermudeña.
Sus abuelos paternos fueron misioneros protestantes en China en 1920.
Después de la secundaria se inscribió en la Universidad de Victoria para estudiar actuación. Poco después viajó por Canadá durante cuatro años junto al grupo teatral "Way Off Broadway". 
En 2000 se casó con la actriz Tammy Isbell. La pareja tiene dos hijos gemelos, Thomas y Samuel, nacidos en 2004.

## Carrera
Peter apareció como protagonista en la sexta película de la saga SAW, como el asegurador, vicepresidente senior de quejas y membresías de la empresa Seguros de Vida Umbrella, William Easton, siendo este uno de sus papeles más recordados.
También hizo un cameo en la película Silent Hill:Revelación 3D como Travis Grady, protagonista del juegos Silent Hill Origins.
En 1993 apareció como el campeón Olímpico Alemán de Bobsleigh Josef Grool en Cool Runnings. Ese mismo año mostró su atlético físico en la película erótica Paris, France.
En 2002 protagonizó Retrato de un asesino con Shannen Doherty, en el papel del esposo, Theodore Gray.
Outerbridge ha aparecido en series como 24 con Kiefer Sutherland y protagonizó ReGenesis, emitida en Latinoamérica por el canal Tecnópolis.

## Filmografía
- Saw VI
- Saw VII flashback y foto
- Cool Runnings
- Silent Hill: Revelación 3D
- The Rendering
- Replikator
- Regénesis
- Paris, France
- Nikita
- Chasing Cain
- Misión a Marte
- Millennium
- Murder in My Mind
- La Femme Nikita
- Diagnosis, asesinato
- Haunter
- Kissed
- Ill Fated
- Lucky Number Slevin
- 10.5: Apocalypse
- The Michelle Apts.
- Land of the Dead
- Cold Creek Manor
- Better than chocolate
- Puppets Who Kill
- June & Orlando (cortometraje)
- Escape from Mars
- 24
- The Murdoch Mysteries
- Secret Service
- This is Wonderland
- Monk
- Medical Investigation
- Happy Town
- Tilt
- Fringe
- Sanctuary
- Orphan Black
- Beauty & the Beast (serie de televisión)
- Trudeau
- The Pretender
- Earth Final Conflict
- Paradise Falls
- Bomb Girls
- Zombies: A Living History Narrador
- Afghanada Narrador
- Beast Legends Narrador
- Close to You